# Le Songe d'une nuit d'été (ballet)
Pour les articles homonymes, voir Le Songe d'une nuit d'été (homonymie).
Le Songe d'une nuit d'été est un ballet de Marius Petipa composé en 1876 sur la musique de scène de Mendelssohn (1843), inspirée de la pièce de théâtre de Shakespeare Le Songe d'une nuit d'été (A Midsummer Night's Dream). La première représentation du ballet eut lieu au Peterhof (Saint-Pétersbourg) le 14 juillet 1876, avec des musiques additionnelles de Léon Minkus. Il reprend le thème de son ballet Titania, monté en 1866.

## Autres versions
- 1906 : Michel Fokine remonte le ballet de Petipa pour les élèves du Théâtre impérial de Saint-Pétersbourg
- 1962 : George Balanchine crée A Midsummer Night's Dream pour le New York City Ballet
- 1964 : Frederick Ashton monte The Dream pour le Royal Ballet
- 1977 : John Neumeier crée A Midsummer Night's Dream pour le Ballet de Hambourg (version représentée à l'Opéra de Paris en 1982)
- 1985 : Pierre Lacotte revisite le ballet originel pour l'Opéra de Paris.
- 2005 : Jean-Christophe Maillot, pour les Ballets de Monte-Carlo.